# Augusto Ugolini
Augusto Ugolini (Padova, 6 dicembre 1887 – Roma, marzo 1977) è stato un generale e militare italiano, che dopo aver partecipato alla prima guerra mondiale e alla guerra d'Etiopia, si distinse particolarmente durante la seconda guerra mondiale nel corso della Campagna dell'Africa Orientale Italiana. Durante la battaglia di Culqualber diede prova di grande coraggio, tanto che il generale James, comandante delle truppe sudafricane, gli concesse di portare la sua pistola durante tutto il successivo periodo in cui rimase prigioniero di guerra. Decorato della Croce di Cavaliere dell'Ordine militare d'Italia della Medaglia d'oro al valor militare a vivente, di due Medaglie d'argento e due di bronzo al valor militare, e della Croce di Ufficiale dell'ordine della Corona d'Italia.

## Biografia
Nacque a Padova il 6 dicembre 1887, figlio di Ugolino e Elisabetta Revere. Dopo aver frequentato le scuole medie a Brescia si trasferì a Torino, dove conseguì la laurea in scienze economiche e commerciali. Nel gennaio 1908 si arruolò nel Regio Esercito come allievo ufficiale di complemento, nell’aprile dell’anno successivo divenne sottotenente del corpo di amministrazione. Richiamato in servizio attivo, nel luglio 1912 fu trasferito in Libia assegnato in forza al 63º Reggimento fanteria operante nel territorio bengasino. Promosso tenente nel novembre 1915, chiese, ed ottenne, di essere rimpatriato per combattere sul fronte italiano. Venuto a conoscenza che suo fratello Bruno, in forza al 77º Reggimento fanteria della Brigata "Toscana", era caduto in combattimento a San Giovanni di Duino, chiese di essere assegnato a tale reparto e di passare in forza all’arma di fanteria. Frequentato il corso presso la Regia Accademia Militare di Modena fu mandato al 77º Reggimento fanteria, partecipando attivamente alle operazioni belliche. Dopo la fine del conflitto, nel 1919 ritornò in Libia, in forza dapprima al 1º Reggimento coloniale, e poi al 265º Reggimento fanteria partecipando alle prime operazioni di riconquista della colonia. Nel novembre dello stesso anno, dopo aver svolto una missione nel Mediterraneo Orientale, rientrò in Patria per prestare servizio reggimentale, segnalandosi come studioso di questioni militari e collaboratore della Rivista di Fanteria. Nel corso del 1930 divenne maggiore, e dopo aver frequentato il corso di studi coloniali e il relativo periodo come comandante di battaglione, con l’avvicinarsi dello scoppio della guerra con l’Etiopia, nel 1935 chiese il trasferimento in Eritrea. Al comando dell’XI Battaglione eritreo partecipò alle operazioni belliche, dove fu decorato con una Medaglia di bronzo al valor militare, ed al termine della guerra a quelle di grande polizia coloniale per la pacificazione dell’Impero, dove, promosso tenente colonnello e posto al comando del Gruppo bande del Goggiam, fu decorato con due Medaglie d’argento al valor militare.
Dopo l’entrata in guerra del Regno d'Italia, avvenuta il 10 giugno 1940, con il grado di colonnello partecipò alle operazioni belliche nel settore di confine con il Sudan, fino al ripiegamento nel settore dell’Amara, estremo baluardo dell’Africa Orientale Italiana. La sua brigata, rinforzata al I Battaglione carabinieri mobilitato, dal 240º e 67º Battaglione Camicie Nere, dal 67º Battaglione coloniale, da tre batterie d’artiglieria da 77/28 e 70/15, e da altri reparti minori nazionali e coloniali, ebbe il compito di occupare lo sbarramento montagnoso che si estendeva dal Lago Tana al massiccio del Denghel. Per la strenua difesa del passo di Culqualber, dal maggio all’ottobre 1941, che causò al nemico perdite importanti fu citato tre volte sul Bollettino di guerra del Comando supremo. Nel mese di novembre il nemico lanciò l’attacco finale, con una serie di puntate offensive con l’impiego di carri armati, e precedute da violento fuoco di artiglieria. Il giorno 21, sfruttando una vecchia pista tracciata dai portoghesi, e riattata dal genieri britannici, le ultime difese, ormai tenute da pochi militari, vennero aggirate, attaccate e travolte, con le forze sudafricane circondarono il suo posto di comando.
Ingaggiato combattimento con gli attaccanti, fu salvato in extremis da un ufficiale sudafricano che gli fece scudo con il proprio corpo, mentre un militare sudanese stava per trafiggerlo con la propria lancia. Il generale James, comandante del settore offensivo del nord, colpito dal suo coraggio gli concesse l’onore di portare la sua pistola durante tutto il periodo che trascorse in prigionia. Decorato con una seconda Medaglia di bronzo al valor militare, successivamente ricevette anche la Croce di Cavaliere dell'Ordine militare d'Italia e la Medaglia d'oro al valor militare a vivente, massima decorazione italiana. Rientrato in Italia nel novembre 1945, fu collocato in riserva nel 1948, venendo promosso ai gradi di generale di brigata ruolo d’onore nel 1950, di divisione nel 1958 e di corpo d’armata. Stabilitosi a Roma, ricoprì il ruolo di Presidente nazionale della Federazione Nazionale Combattenti Profughi e Italiani d’Africa (FeNCPIA). Si spense nella Capitale nel marzo 1977.

### Annotazioni
1. ↑  Al termine del quale conseguì il diploma di cultura coloniale.
2. ↑  Tale gruppo bande fu via via trasformato in gruppo battaglioni, gruppo battaglioni rinforzato, e poi in Brigata coloniale.
3. ↑  Si trattava della 43ª con 3 cannoni da 77/28 e 40 artiglieri italiani e la 44ª, con 2 obici da 70/15 e 34 artiglieri eritrei.
4. ↑  Un plotone del genio forte di 65 nazionali e 23 coloniali, e un ospedaletto da campo con 2 medici ed il cappellano militare.
5. ↑  Il colonnello Ugolini non esitò mai a lanciare anche puntate offensive, catturando armi, munizioni, e viveri di cui si aveva estremo bisogno.
6. ↑  Riportiamo quella del 21 ottobre 1941: Durante la giornata di ieri aerei nemici hanno sorvolato le località di Comiso e di Licata (Sicilia) lanciando bombe esplose in gran parte nel mare: né vittime ne danni. 
 In combattimenti aerei ingaggiati dai nostri cacciatori, al largo delle coste siciliane, due velivoli britannici sono stati abbattuti ed altri quattro efficacemente colpiti; nessuna perdita di nostri apparecchi. Nell'Africa settentrionale, consistenti formazioni da caccia della R. Aeronautica hanno attaccato elementi nemici in movimento sulla strada di Bugbug, nonché attendamenti e mezzi meccanizzati nella zona di Sidi el Barrani: diversi autocarri sono stati incendiati ed altri danneggiati. 
 Apparecchi germanici hanno bombardato impianti e postazioni contraeree di Tobruk. L'avversario ha compiuto una incursione su Bengasi: qualche danno nella zona adiacente alla città. In Africa Orientale tre colonne di truppe nazionali e coloniali agli ordini del colonnello Augusto Ugolini, comandante del caposaldo di Culquabert, hanno effettuato nella giornata del 18 una sortita e sono penetrate profondamente nel territorio tenuto dal nemico. Dopo un violento combattimento, durante il quale veniva espugnato e messo a fuoco un caposaldo fortemente presidiato, l'avversario era volto in fuga e lasciava sul terreno oltre duecento uccisi. Le nostre colonne hanno catturato armi, materiale bellico e viveri. Nella vittoriosa azione si sono distinti per resistenza fisica e slancio aggressivo il gruppo carabinieri reali, i battaglioni camicie nere 14º e 240º ed il 67º battaglione coloniale. Nel Mediterraneo orientale nostri velivoli in ricognizione offensiva hanno attaccato ed affondato una nave mercantile nemica.

### Fonti
1. 1 2 3 4 5 6 7 8 9 10 11  Combattenti Liberazione.
2. 1 2 3  Del Boca 1992, pp. 521-526.
3. ↑  Quirinale - scheda - visto 20 luglio 2017
4. ↑  Registrato alla Corte dei conti il 4 giugno 1949, Esercito, registro 16, foglio 39.
5. ↑  Supplemento ordinario alla Gazzetta Ufficiale del Regno d’Italia n.178, del 30 luglio 1941.

### Periodici
- Cesare Vitale, Il nostro eroico 5º Presidente, in Le Fiamme d’Argento, n. 1, Roma, Associazione Nazionale Carabinieri, gennaio-febbraio 2012,  p. 22.
- Vittorio Cuomo, La battaglia del passo di Culqualber, in Storia Militare, n. 11, Parma, Ermanno Albertelli Editore, agosto 1994,  pp. 14-18.